# Matchbox
Matchbox é a marca de miniaturas de carros de brinquedo fabricadas em metal injetado pelo método die-cast. A Matchbox, entretanto, produziu diversas outras séries de miniaturas e brinquedos, inclusive em plástico.
Originalmente criada em 1953 pela extinta Lesney Products, da Inglaterra, a "Matchbox" teve seu nome inspirado no formato das primeiras embalagens usadas pelo fabricante, semelhantes a caixas de fósforo. Tempos depois, o plástico e o papel cartão substituíram as embalagens originais, mas o nome, já consagrado, foi mantido.
Atualmente, a marca pertence a empresa americana Mattel, proprietária da marca concorrente da Matchbox, a Hot Wheels, produzindo as suas miniaturas na Tailândia.

## História

### Início da Matchbox

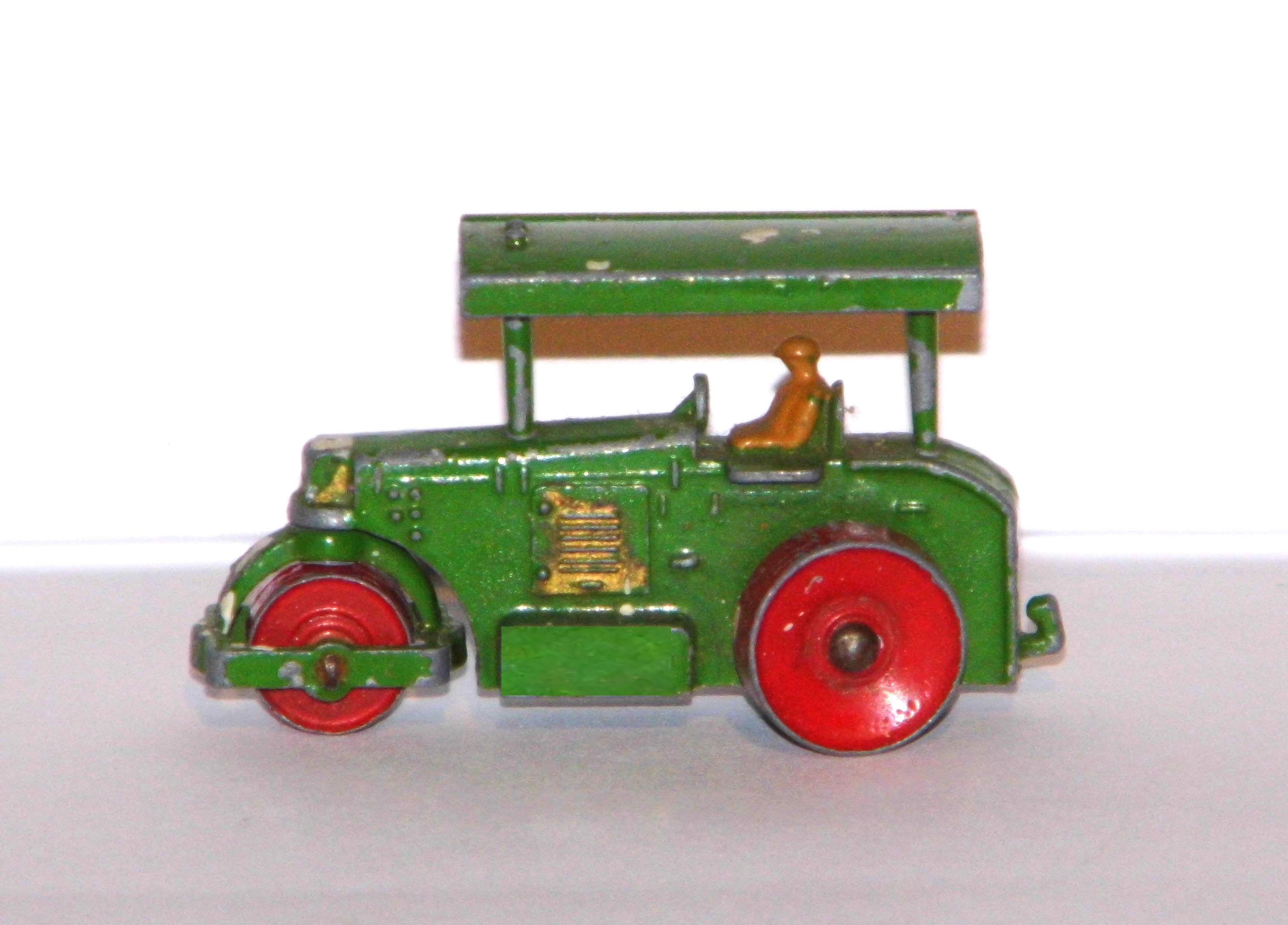
Road Roller, uma das primeiras miniaturas a serem produzidos da Matchbox.

Em 1952, o engenheiro inglês Jack Odell precisou resolver o problema de sua filha que lhe disse que as crianças de sua escola só poderiam levar um brinquedo desde que ele fosse pequeno o suficiente para caber dentro de uma caixa de fósforos. Aproveitando sua experiência fazendo peças de carro fundidos e não querendo decepcionar sua filha, Jack reduziu os detalhes realistas de um rolo compressor em tamanho real em um brinquedo que poderia caber na palma da mão de sua filha e também em uma caixa de fósforos. A miniatura acabou se tornando a primeira da escala 1-75. Um caminhão de lixo e um misturador de cimento completaram a versão original de três modelos que marcou o ponto de partida para o sucesso de mercado em massa da série Matchbox.

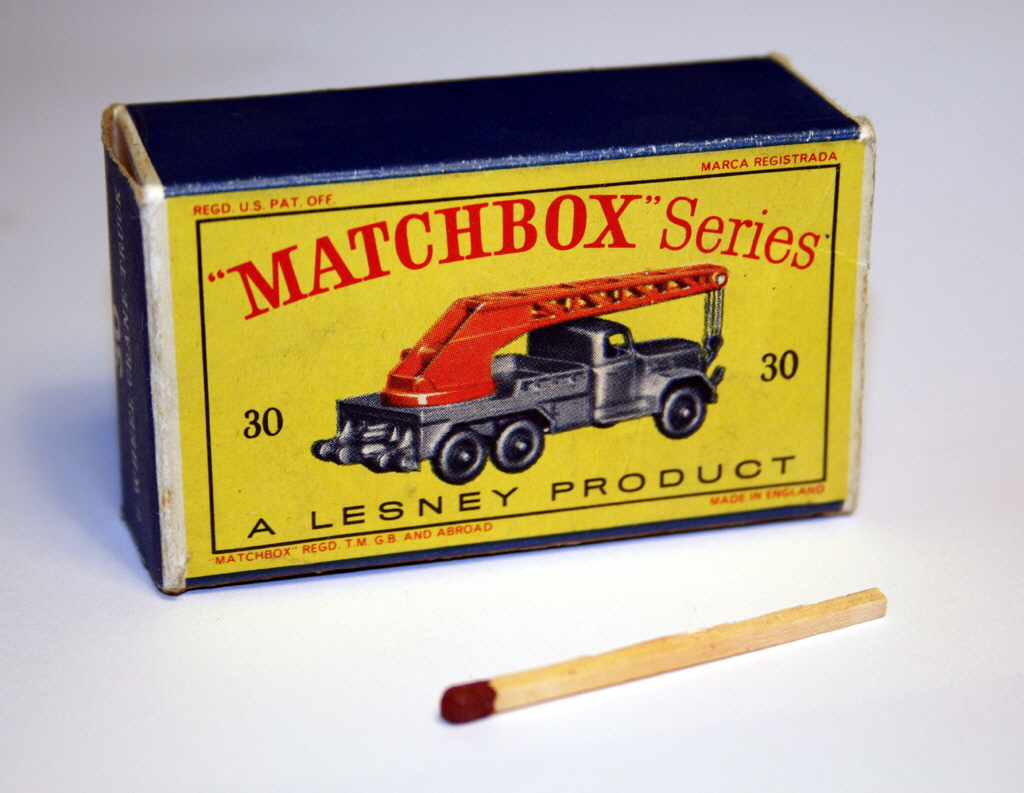
Antiga embalagem dos modelos Matchbox.

Em 1953 é criada a Matchbox como marca comercial da extinta empresa britânica Lesney Products, que levava o nome de seus fundadores, os amigos Leslie Smith e Rodney Smith, vendendo todos os modelos em réplicas de caixas de fósfores. No mesmo ano, foi feito um modelo da carruagem utilizada na coroação da Rainha Elizabeth.
Outros modelos continuaram a ser adicionados à linha ao longo da década, incluindo carros como um MG Midget TD, um Vauxhall Cresta, um Ford Zodiac, dentre outros. À medida que a coleção crescia, ela também se tornou cada vez mais internacional, incluindo modelos da Volkswagen, Citroën, além das marcas americanas. Para fazer tais miniaturas, os designers tiraram fotos detalhadas dos modelos reais, até mesmo obtendo algumas plantas originais, permitindo que eles fizessem modelos com níveis surpreendentemente ricos em detalhes, apesar da pequena escala. O tamanho dos modelos permitiu que a Matchbox ocupasse um nicho de mercado pouco tocado pelas marcas concorrentes, associado aos preços acessíveis das miniaturas e brinquedos ajudou a estabelecer a palavra "Matchbox" como uma palavra genérica para pequenos carros de brinquedo, qualquer que seja a marca.

### Crescimento da Matchbox
Nos primeiros anos da série regular, ou 1-75 (bem antes da série realmente numerar 75 modelos) os modelos da Matchbox foram comercializados  e distribuídos pela Moko (em homenagem ao seu fundador, Moses Kohnstam), cujas caixas naquela época vinham com o texto escrito "A Moko Lesney". A "Lesney-Matchbox" ganhou sua independência da Moko em 1959 comprando a participação da Moko na marca, gerando um período de crescimento, tanto em vendas quanto em tamanho da marca. Os primeiros modelos não apresentavam janelas ou interiores, eram feitos inteiramente de metal, e eram muitas vezes feitos com cerca de 2" (5 cm) de comprimento.
Em 1964 foi fundada a Lesney Products USA, presidida por Fred Bonner, antigo distribuidor da Lesney nos EUA desde 1954. Em 1966 a fábrica de Hackney, localizada no subúrbio de Londres, contava com mais de 1000 funcionários, produzindo mais de 50 milhões de miniaturas para vendas em todo o mundo.
Em 1968, a Matchbox era a marca mais vendida de pequenos carros modelo die-cast em todo o mundo. Nessa época, o modelo médio em sua coleção apresentava janelas plásticas, interiores, pneus (muitas vezes com rodas de disco separadas) e acessórios ocasionais; suspensões; peças de abertura; e tinham cerca de 3" (7 cm) de comprimento. Alguns até contavam com direção, incluindo o sistema "AutoSteer", que estreou em 1969. A linha era muito diversificada, incluindo caminhões, ônibus, tratores, motocicletas e reboques, bem como carros de passeio padrão.

### Concorrência
As três marcas dominantes do mercado de miniaturas na época eram todas britânicas (Dinky, Matchbox e Corgi). Cada um tinha sua própria especialidade e nicho de mercado, além da forte reputação, enquanto as inovações e os avanços na produção foram adotados em questão de alguns anos. Cada um das marcas também se expandiu até certo ponto para outros territórios, embora isso nunca parecesse afetar seriamente as vendas da série principal de qualquer marca.
Como parte das atividades e investimentos de expansão da Matchbox, quatro outras linhas de modelos die-cast foram introduzidas na marca entre as décadas de 1950 e 1960. Os modelos da "Yesteryear", introduzidos em 1956, eram de veículos clássicos movidos a vapor e das primeiras eras automotivas. Estes eram muitas vezes cerca de 31/2-4" de comprimento. "Acessories Packs" também foram introduzidos em 1956 e incluíram bombas de gasolina, garagens e afins. Em 1957, foram criados os Os "Major Packs" eram modelos em escala maior, principalmente de veículos de construção. A série "King Size" de caminhões e tratores em escala maior foi adicionada em 1960 e foi diversificada a partir de 1967 para incluir modelos de automóveis de passageiros em uma escala semelhante às usadas pela Corgi e pela Dinky. Os "Major Packs" foram absorvidos na linha "King Size" em 1968. No entanto, o foco principal da Matchbox continuou sendo as miniaturas feitas em escala menores. Outras marcas, incluindo a "Husky/Corgi Junior", "Budgie" e "Cigar Box", tentaram competir com a Matchbox.
Em 1969, com a aparição dos “sweet-sixteen”, da empresa amaericana, a Mattel, denominada com o nome "Hot Wheels", com miniaturas mais rápidas graças as suas rodas com baixo atrito, embora menos fiéis e precisos à escala, sendo seus modelos de veículos de fantasia, ou seja, não eram de carros reais, embora fossem baseados em carros americanos, eram atraentes, pintados em cores metálicas brilhantes e equipados com rodas "mag" estilo corrida e pneus lisos, além de serem eram comercializados agressivamente e com inúmeros produtos acessórios, como conjuntos de pista de corrida e afins, a Matchbox foi obrigada a por fim as suas rodas regulares até então fabricadas e colocadas em suas miniaturas, substituindo-as pelas rodas "Superfast", além da produção de conjuntos de pistas de corrida. No mesmo ano, um segundo concorrente surge também nos EUA, a marca "Johnny Lightning", causando a queda das vendas dos produtos da Matchbox nos EUA. Ao mesmo tempo, o outro grande mercado (o Reino Unido) também estava sob ataque de outras concorrentes.
Entre os anos de 1970 e 1971, novos modelos da Matchbox apareceram com pneus mais largos e os modelos mais antigos (incluindo caminhões ainda em produção) foram reformulados para caber em "slicks". A série "King Size" foi igualmente atualizada, incluindo outras séries como a "Super Kings", tendo principalmente caminhões, mas também com rodas mag e a "Speed Kings", com carros. Uma série de carros elétricos recarregáveis, chamada "Scorpions", também foi lançada, para competir com produtos similares da Hot Wheels (Sizzlers) e da Corgi (Electro Rockets).
Em meados da década de 1970, a Matchbox se tornou novamente uma grande marca do setor no mercado mundial, tendo completado a transição e até mesmo atualizado sua linha para incluir alguns veículos fantasia. A série 1-75 também foi alterada para incluir o "Rolamatics", com peças mecânicas que se moviam quando o veículo era empurrado, e a "Streakers", este último era uma tentativa de competir com a mais nova inovação da Hot Wheels, a impressão de tampo no próprio veículo. Na mesma época, foram criadas as séries "Sky Busters", com aeronaves, incluindo aviões privados, comerciais, militares e históricos; "Battle Kings" com modelos militares; "Sea Kings" com modelos navais; "Adventure 2000" com modelos inspirados em obras de ficção científica e a "Two Packs", que revisitou a tradicional ideia da marca de modelos com um trailer.
Infelizmente, os primeiros conceitos de marketing de tanques pintados com metal e os navios de cor brilhante não eram consistentes com as demandas do mercado, se tornando mal sucedidos nas vendas. Apesar das segundas edições das séries "Battle Kings" e "Sky Busters" terem sido pintadas com cores mais realistas e consequentemente bem recebidas, fatores econômicos gerais estavam afetando seriamente a capacidade da empresa de lucrar com brinquedos fabricados na Inglaterra. Dessas séries, apenas a "Sky Busters" e a "Two Packs" sobreviveram ao longo do tempo. A série "Convoys" com modelos de de caminhões-reboques articulados, baseados principalmente em modelos americanos, sendo um desdobramento da série "Two Packs", tendo sua continuidade nas décadas seguintes.
Ainda na década de 1970, a Matchbox investiu em uma aproximação com os colecionadores de seus produtos, enviando representantes para as reuniões e encontros de colecionadores, fornecendo informações aos diversos clubes e pesquisando informalmente os interesses dos colecionadores, resultando na criação de vários modelos feitos para os colecionadores, como um modelo "Yesteryear", o Y-1 Preto Ford Model T.Com estas iniciativas sendo bem sucedidas, a empresa colocou mais modelos de veículos comerciais na linha "Yesteryear" como duas vans, uma Talbot e outro Ford Model T, que foram impressas em tampo com publicidade de época para itens de marca como Lipton's Tea, Coca-Cola, ou Suze. Esses modelos foram os primeiros veículos comerciais da série desde a década de 1950, cujo conceito foi rapidamente expandido para incluir edições limitadas de modelos feitos para países específicos como os da Arnott's Biscuits na Austrália, Sunlight Seife na Alemanha, além de edições de modelos específicos como os da Milk da Nestlé, o Taystee Bread e a loja de departamentos da Harrod. Esse aspecto do negócio, existia desde os anos 60, mas se estabeleceu firmemente na cultura da empresa nos anos 70 com inúmeros modelos, particularmente de um modelo 1-75, o ônibus nº 17 de Londres. Imediatamente ficou evidente que modelos especiais e de baixo volume dessa natureza eram altamente desejáveis tanto da perspectiva dos patrocinadores quanto dos colecionadores, além de serem rentáveis para a Matchbox. O mercado se expandiu rapidamente, levando ao aumento de modelos licenciados, bem como no desenvolvimento de modelos não mais voltados para todos no mercado de brinquedos infantis, mas sim no segmento "premium" de maior margem.

### Crise da Matchbox
A Matchbox começou a passar por dificuldades financeiras, da mesma forma que seus concorrentes britâncios, na década de 1970, principalmente por causa do cenário econômico no Reino Unido na época, apesar todas as faixas principais continuassem a vender fortemente. Seguindo os passos da Meccano (Dinky), e apenas um ano antes de Mettoy (Corgi), a Lesney, então proprietária da Matchbox, entrou em recuperação judicial e consequentemente em falência em junho de 1982. A marca "Matchbox", algumas ferramentas, moldes e outros ativos e recursos foram então vendidos para a Universal Toys e David Yeh, embora algumas das ferramentas da Matchbox tornaram-se propriedade de Jack Odell, que continuou a comercializar produtos semelhantes ao Matchbox Yesteryear sob a marca Lledo (sobrenome de Odell invertido), mas essencialmente, a Lesney e a Matchbox foram vendidas para Yeh e seu grupo. Yeh reorganizou a Lesney e renomeou o grupo como "Matchbox International Ltd.", com Yeh como Presidente e Jack Forcelledo como Presidente. Yeh tornou o capital aberto da empresa na NYSE em 1986, com um IPO bem-sucedido
Embora a empresa não fosse mais de propriedade britânica, a limitada produção da marca continuou na Inglaterra até meados da década de 1980, reutilizando muitos dos antigos castings da Lesney, mas a maioria da produção e ferramentagem da empresa foi transferida para Macau. Foi durante esse período que a Matchbox adquiriu os direitos da venerada marca Dinky, considerada por muitos como a "mãe de todos os colecionáveis de carros de brinquedo", e uniu dois dos nomes mais importantes na produção de miniaturas sob um mesmo teto na época. Novos modelos foram criados e em alguns casos, os moldes das empresas concorrentes foram comprados, gerando na criação da "Dinky Collection". Os modelos "Dinky" tendiam a ser desde clássicos mais recentes, especificamente, modelos de veículos dos anos 1950, enquanto os "Yesteryears" tendiam a se concentrar em safras mais antigas. Foi também durante a era Universal que o conceito "Matchbox Collectibles" foi desenvolvido.
Devido aos altos custos de mão-de-obra, e à falta de trabalhadores qualificados suficientes em Hong Kong e em Macau, a Universal Toys decidiu terceirizar sua produção para a China continental. Em abril de 1984, a primeira empresa de brinquedos de Hong Kong-Xangai, chamada Shanghai Universal Toys Co., Ltd. (geralmente abreviada como SUTC/上环玩有限司), foi criada em Minhang, Xangai. Yeh representou a parte acionista de Hong Kong, enquanto a Shanghai Toys Import & Export Company, a Shanghai Shang Shi Investment Company (investimento do governo de Xangai), o Banco da China e a Aijian Holdings, foram os acionistas chineses. O contrato da CJV foi assinado com prazo de validade de 20 anos.
Em 1985, houve a produção dos primeiros lotes de produtos da Matchbox que tinham a palavra "China" em suas bases. Alguns dos moldes foram importados para Xangai de Macau até o início da década de 1990, quando Macau finalmente deixou de produzir as miniaturas da Matchbox. Nenhum molde foi projetado pela SUTC, que se limitou a fazer somente os decalques da pintura, montagem e a embalagem. Acompanhando seu casting metálico, a SUTC também tinha uma fábrica de kits plásticos e componentes, chamada Shanghai Universal Plastic Toys Company (geralmente abreviada como SUPT/上环塑塑玩有限es司). A série "Motor City", a série "Matchbox PK", e muitos componentes plásticos, foram produzidos entre o final dos anos 1980 e meados da década de 1990. Enquanto isso, a Universal também terceirizou suas capacidades de fundição de die-cast no sul da China. A Yongtai Toys Company (泰玩有限司) produziu brinquedos Matchbox sob licença da Universal Toys, mas sem investimento em ativos fixos.

### Aquisição da Matchbox pela Mattel
Em 1992, a Universal Toys vendeu a Matchbox para a Tyco Toys, cuja divisão de brinquedos foi comprada pela Mattel em 1997, unindo a Matchbox com sua concorrente, a Hot Wheels sob a mesma bandeira corporativa. Sob a Mattel, o nome "Matchbox International Ltd." foi encerrado.
A compra da Matchbox pela Mattel foi recebida com considerável apreensão pela comunidade de colecionadores da marca. A rivalidade entre as marcas Hot Wheels e Matchbox não foi apenas uma batalha comercial pois os colecionadores de cada uma das marcas tinham rivalidades entre si. Para o típico colecionador da Matchbox, os modelos da Hot Wheels eram inferiores tanto em escala quanto em seus modelos produzidos, tornando-os menos desejáveis. Havia temores de que a Mattel ou iria impor a filosofia, visão e estilo da Hot Wheels na linha Matchbox, ou que a Matchbox fosse absorvida pela Hot Wheels. As primeiras preocupações dessa natureza pelos colecionadores foram combatidas pela Mattel garantindo que a Matchbox continuaria a desenvolver sua própria linha de produtos de forma independente da Hot Wheels, com o objetivo de que a Matchbox representasse modelos de veículos "reais" e tradicionais, enquanto a Hot Wheels continuaria fazer modelos fantasia. Para demonstrar este último compromisso, alguns modelos da Hot Wheels Caterpillar, considerados muito realistas, foram repassados para a Matchbox, embora isso não diminuisse as preocupações dos colecionadores.
Em celebração ao seu 50º aniversário, em 2002, a série "Sky Busters" retornou, mas com a Continental Airlines como a única grande companhia aérea com produtos licenciados na série. Em 2003, a Matchbox saiu com uma linha de carros em edição especial.
Rompendo com o compromisso firmado na década de 1990, a Mattel renovou a linha Matchbox quase completamente em 2003, introduzindo a série "Ultra Heroes" com veículos de fantasia, como parte do tema "Hero City", revoltando os colecionadores da Matchbox, além da sua impopularidade no mercado, desta forma, a série foi descontinuada tempos depois. No ano seguinte, a Matchbox contou com uma nova equipe em sua administração, sediada em El Segundo, Califórnia, iniciando um retorno às raízes da empresa, fazendo e vendendo miniaturas mais realistas e bem detalhados, dos quais, baseados em protótipos de modelos reais, sendo grande parte deles de de carros americanos ou de marcas bem conhecidas no mercado americano. O reaparecimento do logotipo da Matchbox pré-2001, embora sem suas cotações clássicas, sinalizou o retorno à filosofia original da marca.
Para sinalizar seu compromisso e respeito com a marca, a Mattel introduziu uma nova e segunda série 1-75, paralela à escala padrão, celebrando o "35º Aniversário da série Superfast". Os modelos foram embalados em embalagens de bolhas específicas, contendo não apenas o modelo, mas também caixas "retrô" individuais, de estilo tradicional, em referência às caixas "Superfast" da década de 1970. Todas as miniaturas da série eram de veículos realistas, e cerca de 1969 fundições foram reativadas para inclusão na gama. A série foi estritamente limitada em volume de produção, vendida a um preço premium, e que foi um grande sucesso. Outras séries "Superfast" foram lançadas em 2005 e 2006, e que tiveram continuidade nos anos seguintes.
Em 2005, alguns modelos da série "Yesteryear", que haviam sido lançados tanto na Tyco quanto nos primeiros anos com a Mattel, como parte da série "Muscle Car" da "Matchbox Collectibles", foram relançados em embalagens retrô, com estilo semelhante aos de 1971 e rodas retrô como "Super Kings", consideradas por muitos como uma escolha muito estranha pois modelos semelhantes já haviam sido chamados de "Speed Kings" na década de 1970.
Após o fiasco da série "Hero City", a Mattel demonstrou interesse em reviver a marca Matchbox, desde que a "Matchbox Collectibles Inc." fosse fechada, cujos interesse da empresa sempre se concentraram em pouquíssimas séries do legado da Matchbox: 1-75, "Sky Busters", "Convoys", e até certo ponto o conceito "Two Packs", embora fossem vendidos sob um nome diferente, como "Hitch 'n Haul". Embora um pequeno número de modelos "Super Kings" e "Yesteryears" tenham sido lançados em alguns períodos, nenhum novo elenco ou série foi criada. A "Battle Kings" reapareceu no mercado em 2006, porém, não como modelos "King Size", mas sim como um nome de conjuntos de modelos de tamanho normal. O nome "Dinky" foi efetivamente reduzido a alguns carros "re-branded" da Matchbox 1-75 no mercado internacional (modelos normais com tampo "Dinky" impresso na placa base). Nenhum investimento adicional em moldes ou tooling foi feito. Parecia que a marca clássica, uma vez salva pela Matchbox, seria permitida pela Mattel a definhar ou morrer mais uma vez.
Em 2009, a Matchbox lançou a série "Real Working Rigs", com modelos na escala de quatro polegadas em vez da tradicional escala de três polegadas dos modelos 1-125. Essa escala da série se aproxima aos do modelos em escala 1/87. A série tinha o objetivo de criar miniaturas de veículos como caminhões, tratores e máquinas, veículos militares e agrícolas que estivessem proporcionalmente com as escalas dos veículos de passeio da linha 1-125.
Em 2019, é lançada a linha "Movie Parts" da Matchbox, contendo veículos que incorporam recursos de abertura do capô ou das portas. Alguns veículos da série remontam aos modelos mais antigos de era Lesney, como o Volkswagen Type 3 e o Pontiac Grand Prix, cujos veículos são vendidos geralmente pelo dobro da quantidade de um modelo padrão da Matchbox.
Em 2021, a Mattel anunciou um novo programa de sustentabilidade visando reutilizar os materiais usados em todos os seus produtos e prevendo que os carrinhos Matchbox sejam produzidos 100% em materias reciclados até 2030.

## Escalas das miniaturas da Matchbox
As miniaturas da Matchbox são produzidas principalmente em dois tamanhos:
- Os modelos menores, conhecidos como "tamanho normal"; 1-75 e séries relacionadas, são frequentemente classificadas como escala 1:64, embora haja variações de alguns modelos para 1:100 a muito maior que 1:64 e que medem entre 2,5 a 3 polegadas, ou 6,5 a 7,5 centímetros, de comprimento.

- A Matchbox também fabricou miniaturas em escalas aproximidas a 1:43 (às vezes chamado de "King Size"), sendo conhecidas tempos depois como "Speed Kings" ou "Super Kings" que medem cerca de 3,5 a 4 polegadas, ou 9 a 10 centímetros, de comprimento. Esta era basicamente a mesma escala que os modelos da Corgi e da Dinky. Os designers da Matchbox privilegiavam esse tamanho maior pois permitiam colocar mais detalhes. As miniaturas em escala 1:43 ainda são fabricados, mas são comercializados principalmente como colecionáveis e não como brinquedos. Enquanto os modelos de carros reais nestas séries tendem a ser em torno da escala 1:43, outros tipos de veículos como caminhões, construção, agrícolas, hovercraft, tanques e etc., variam de tamanho e escala real, da mesma forma que os modelos de tamanho regular.

## Colecionismo
A Matchbox e seus produtos foram e continuam sendo respeitados e admirados tanto pelas crianças quanto pelos adultos, principalmente, pelos colecionadores que promovem reuniões e encontros dedicados a marca.
Desde 2003, é realizada a "Matchbox Collectors Gathering", em Albuquerque, Novo México, reunindo colecionadores e admiradores da marca de diversos países, realizando vendas e trocas de miniaturas. Anos depois, a própria Matchbox não só patrocionou como o tornou como um evento oficial, promovendo as novidades e lançamentos da marca, além de fazer miniaturas exclusivas para o evento.
Diversos modelos da marca Matchbox tornaram-se itens de coleção, sendo bastante disputados no mercado especializado. Em 1999, um modelo Mercedes Benz 230S, que custava 15 pence em 1968, foi vendido por 4.100 libras.
Uma coleção com mais de 3 mil itens, foi leiloada entre outubro de 2008 e fevereiro de 2009, atingindo o valor total de 1,4 milhão de reais (720 mil dólares). Um único item, um modelo Vauxhall Cresta, mesmo danificado, alcançou o valor de 6,1 mil dólares.

## Matchbox no Brasil
Assim como em outros países, no Brasil também houve e ainda há colecionadores e admiradores da Matchbox no país, responsáveis em criar grupos dedicados a marca.
Diferentemente da Hot Wheels, as vendas das miniaturas e produtos da Matchbox no Brasil sofreram diversas interrupções, com alguns períodos com e sem os produtos da marca a venda no país. Entre os anos de 2006 a 2009, era possível encontrar as miniaturas da marca a venda em diversas lojas e estabelecimentos comerciais, porém, devido ao baixo número de vendas e diversos outros fatores, a Mattel encerrou o fornecimento e importação dos produtos da Matchbox no Brasil e em outros países, causando descontentamento dos colecionadores.
Nos anos seguintes, apesar dos produtos da Matchbox não serem vendidos e fornecidos de forma oficial pela Mattel no Brasil, havia a presença do selo do Inmetro nas embalagens e nas cartelas, além da produção da miniatura da Volkswagem Saveiro pela marca em 2011.
Em 2018, começaram a ser vendidas no país as miniaturas da coleção de miniaturas da Matchbox do filme Jurassic World e tempos depois as miniaturas da linha básica, principalmente, dos lotes F, G e H da coleção de 2018, conjuntos e packs.
Em 2019, devido ao baixo número de vendas, a Mattel encerrou o fornecimento dos produtos da Matchbox no Brasil, principalmente os da linha básica, conjuntos e packs, embora houvesse a venda dos conjuntos de cinco miniaturas e aviões do filme Top Gun: Maverick feitos pela marca no país.
Em 2021, a Mattel retornou com as vendas das miniaturas da linha básica, packs de cinco e nove modelos e playsets da Matchbox no Brasil.